# Rassentrennung

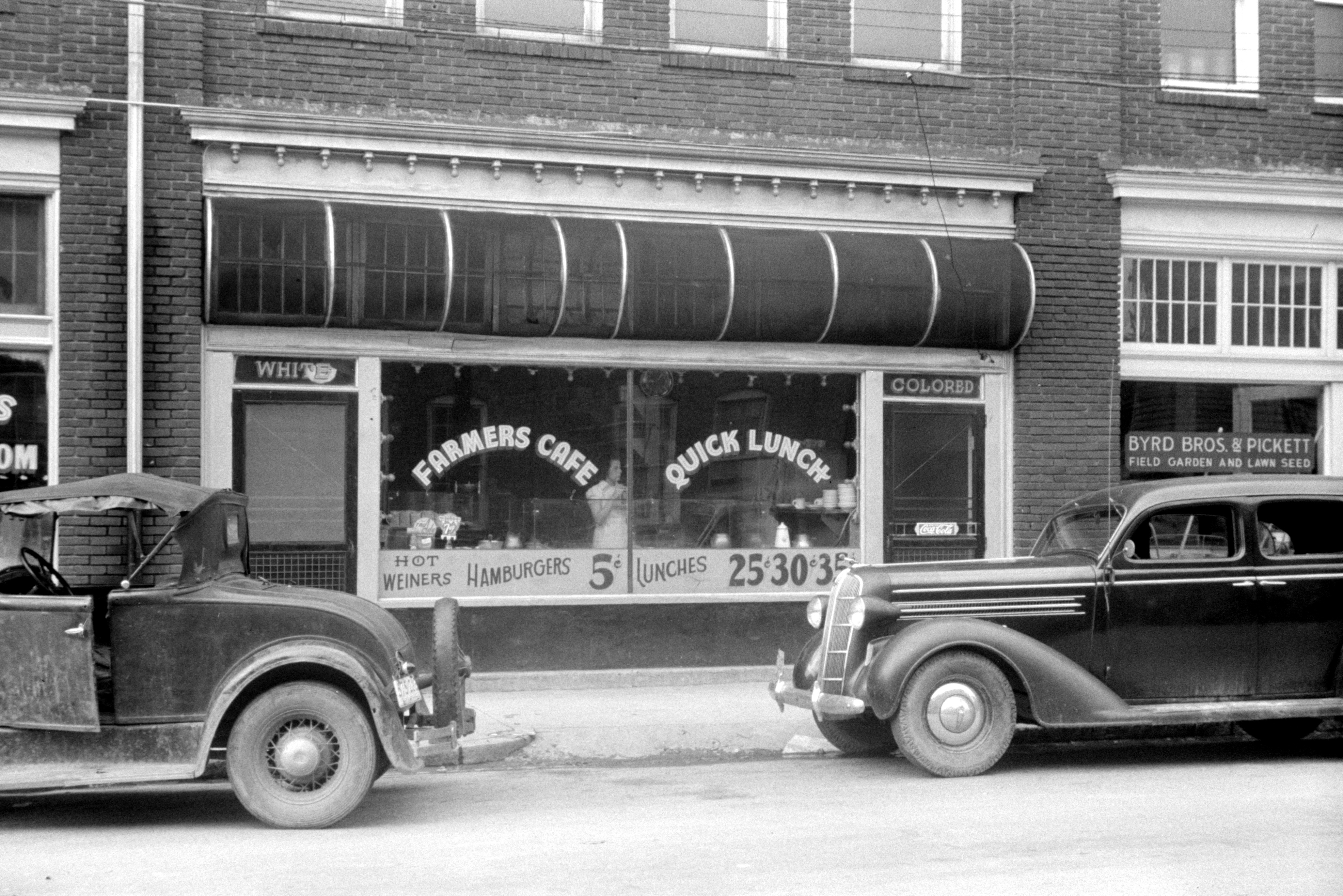
Getrennte Eingänge und Sitzplätze für Weiße und Farbige bei einem Café, Durham (North Carolina), 1940

Rassentrennung ist die rassistisch begründete, oftmals wirtschaftlich motivierte, zwangsweise räumliche und soziale Trennung von als „Rassen“ definierten Menschengruppen in einigen bis hin zu allen Bereichen des öffentlichen und privaten Lebens. Die Rassentrennung wurde durch Rassengesetze legitimiert und ist eine Sonderform der soziologischen Segregation.
Der Begriff der Rassen bezeichnet Menschengruppen und Ethnien mit verschiedenen Merkmalen, wie z. B. das Aussehen (Haar-, Augen-, Hautfarbe, Gesichtszüge, Körpergröße etc.). Er ist im Zusammenhang der Rassentrennung meistens ein Begriff zur willkürlichen Abgrenzung der „eigenen“ sozialen Gruppe von der oder den „anderen“, oft mit der Überbetonung eines vermeintlichen „biologischen“ Unterschieds und einer vermeintlichen Über- bzw. Unterlegenheit.

## Geschichte
Rassentrennung wurde vor allem während der Kolonialzeit bis Mitte der 1960er Jahre praktiziert, aber auch in den ehemaligen Staaten mit ausgeprägter Sklaverei (z. B. USA, Saudi-Arabien, Indien), zum Teil noch bis heute. Zur Rassentrennung gehörte in der Regel ein Verbot der Heirat (oder bereits jeglicher sexueller Kontakt) zwischen Mitgliedern der jeweils als unterschiedlich definierten Menschengruppen und Ethnien. Typischerweise gab es getrennte öffentliche Einrichtungen für die Mitglieder verschiedener Ethnien, zum Beispiel öffentliche Verkehrsmittel, Gaststätten, Theater und Schulen (siehe Monoedukation). Dabei sind die Einrichtungen für die herrschende Gruppe immer besser ausgestattet als diejenigen für die ausgegrenzten Gruppen. In den USA spricht man von Rassentrennung in Bezug auf Afroamerikaner erst für die Zeit nach dem Ende der Sklaverei in den Vereinigten Staaten, während der die Sklaven nicht als vollwertige Menschen, sondern als Ware angesehen wurden. Hingegen gab es von Beginn der europäischen Besiedlung Amerikas an eine Rassentrennung gegenüber den Indianern.

### USA

Gesetzliche Regelung der Rassentrennung in der Schulbildung in den Vereinigten Staaten vor 1954

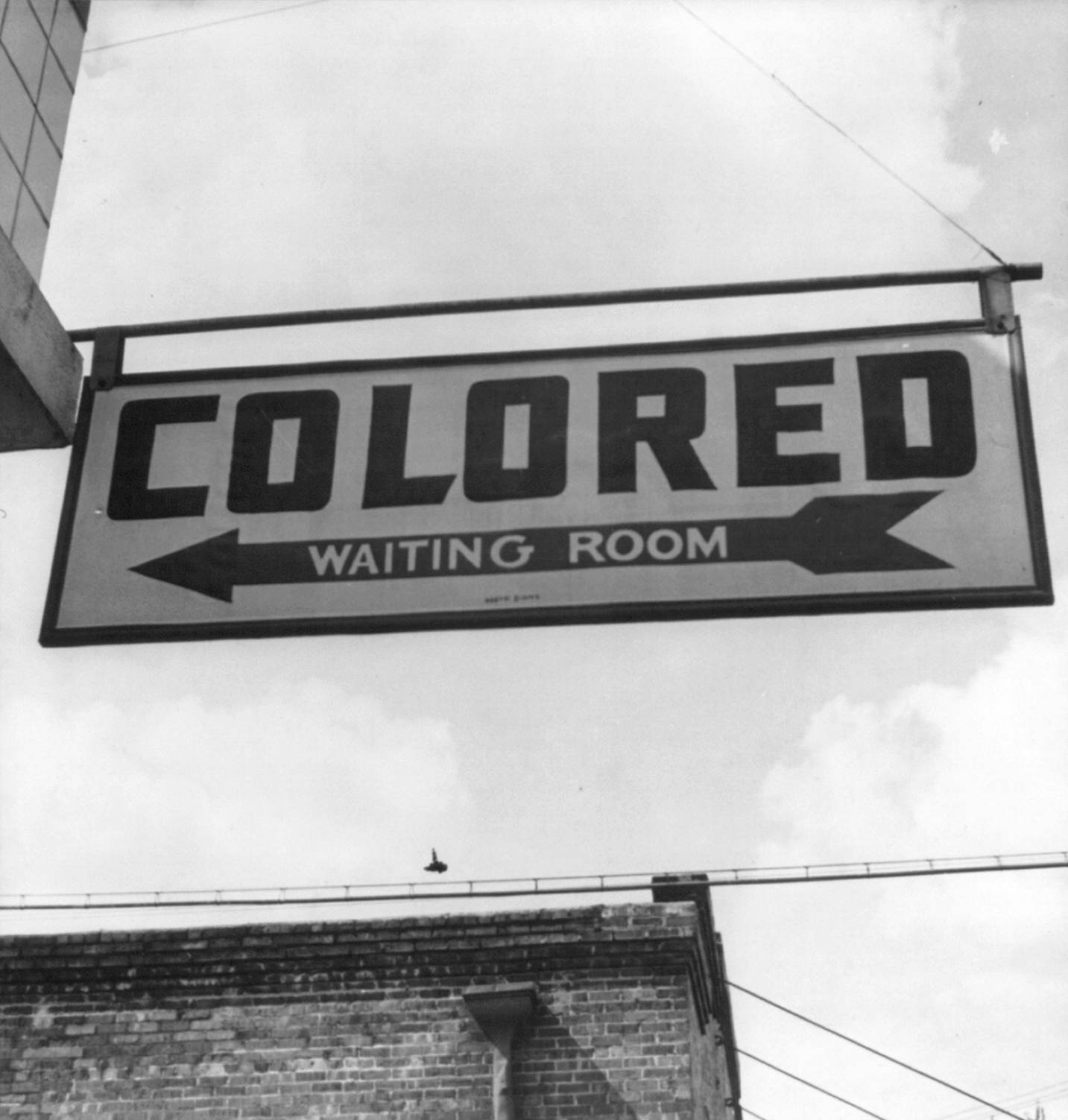
Hinweisschild zum Warteraum für Schwarze

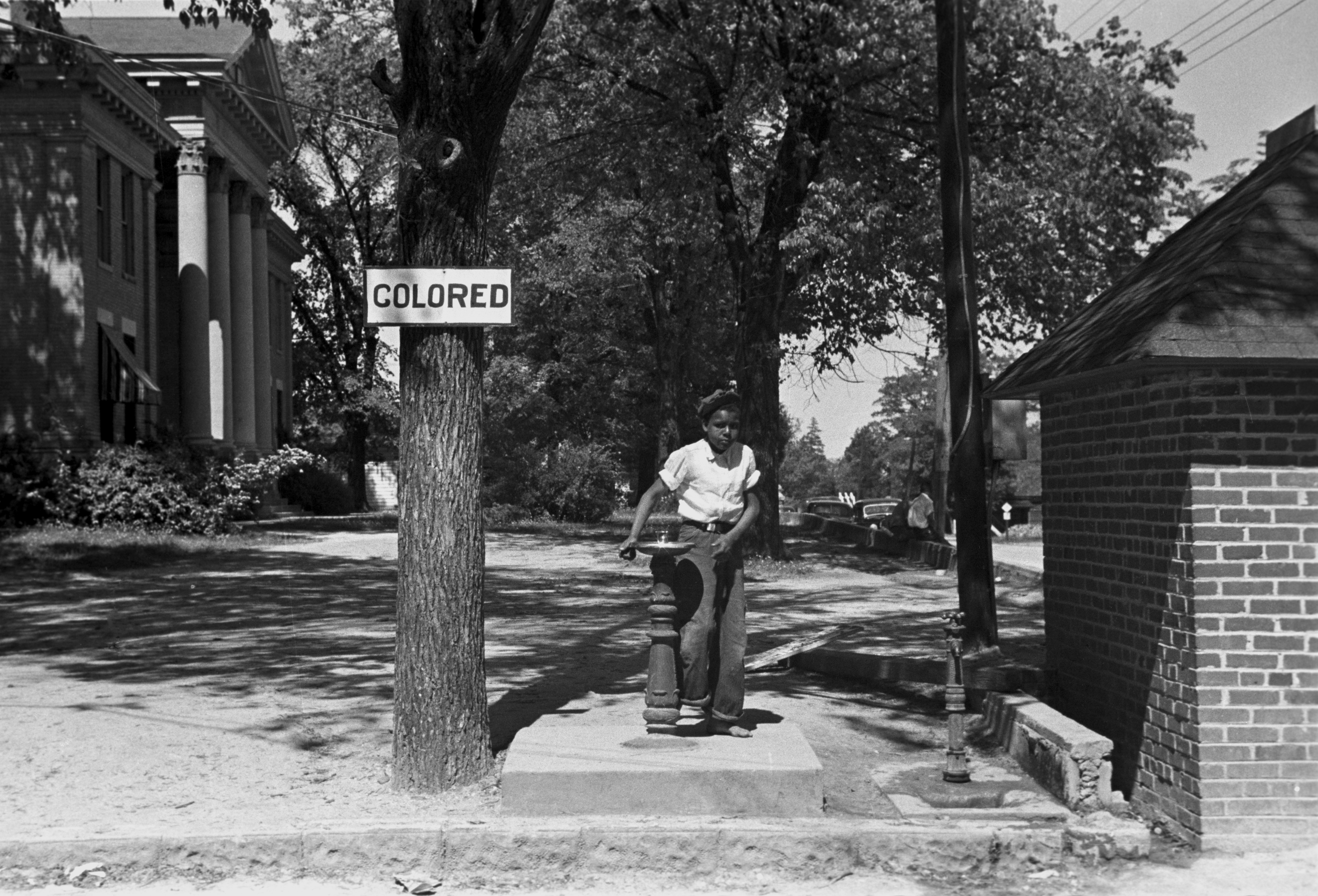
Trinkbrunnen für PoC

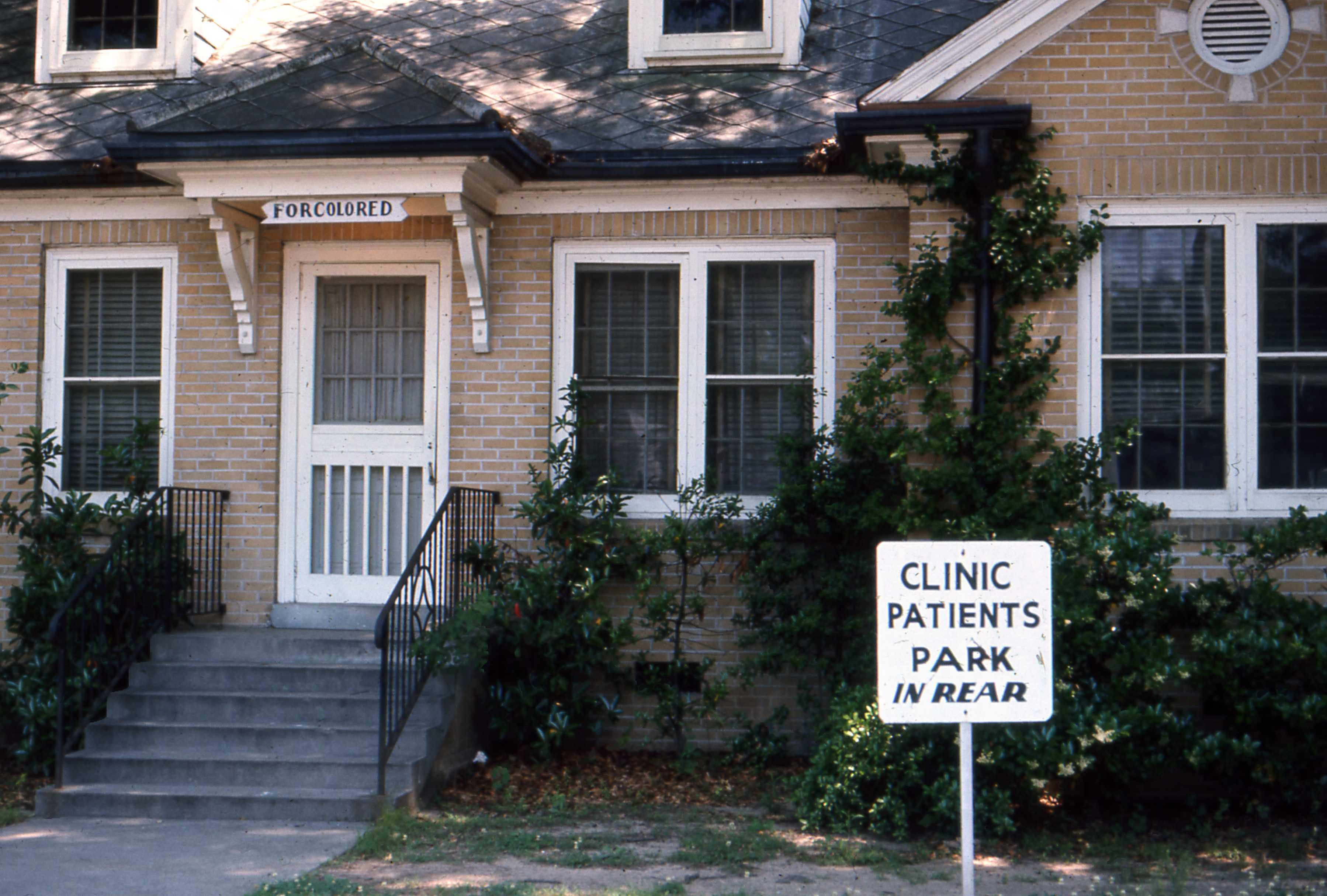
Krankenstation für Schwarze, Greenville, Mississippi (Bundesstaat)

Durch den Chinese Exclusion Act wurde die chinesische Immigration in den USA im 19. Jahrhundert eingeschränkt und durch weitere Einschränkungen durften Chinesen in der ersten Hälfte des 20. Jahrhunderts in den USA nur noch in bestimmten Vierteln leben. Es entstanden die Chinatowns.
Nach der Aufhebung der Sklaverei in den Vereinigten Staaten im Jahre 1865 wurde die Trennung zwischen Afroamerikanern und Weißen durch die sogenannten Jim Crow Laws (Jim-Crow-Gesetze) festgelegt, die bis in die 1960er Jahre galten.
Die Rassentrennung wurde so umgesetzt, dass gewisse Einrichtungen entweder nur von Weißen oder nur von Schwarzen benutzt werden durften, es also eine räumliche Trennung gab, beispielsweise Toiletten nur für Weiße und Toiletten für Schwarze (oder „Nichtweiße“). Strikte Trennung gab es bei Erfrischungsräumen (die „Vorzimmer“ von Toiletten mit Waschbecken und Spiegeln) oder Anproberäumen und Trinkfontänen in Waren- und Kaufhäusern, in Autobussen durften Schwarze nur im hinteren (schlecht belüfteten) Teil Platz nehmen, vorne saßen die Weißen und in der Mitte durften Schwarze sitzen, sofern zu wenig Weiße mitfuhren. Trennung der Plätze gab es auch in Eisenbahnwaggons, (ab)gesonderte Tische in Restaurants und Gaststätten oder überhaupt Lokalverbote für Schwarze, es gab gesonderte Aufzüge, Parkbänke „nur für Weiße“ und das Verbot, an Vorwahlen teilzunehmen. Die Rassentrennung wurde durch Hinweisschilder signalisiert.
Um die Rassentrennung während des Zweiten Weltkriegs einzuhalten, gab es separate Verbände (darunter die 93rd Infantry Division) und Einheiten, wie das 761st Tank Battalion, das 758th Tank Battalion, das 784th Tank Battalion und die Tuskegee Airmen, in denen beinahe ausschließlich Afroamerikaner dienten.
1948 wurde die Rassentrennung (Segregation) in den US-Streitkräften von Präsident Harry S. Truman aufgehoben. Die Rassentrennung (u. a. nach dem Grundsatz separate but equal in den Südstaaten praktiziert) wurde 1954 mit der Entscheidung Brown v. Board of Education für verfassungswidrig erklärt und in allen zivilen Bereichen der USA 1964 durch den von Präsident Lyndon B. Johnson initiierten Civil Rights Act of 1964 abgeschafft. Trotz großer Fortschritte gibt es bis heute deutlich getrennte „schwarze“ und „weiße“ Wohngebiete. In vielen Gefängnissen teilen sich die Gefangenen von selbst in Gruppen ein. Die Gefangenen selbst sprechen bei dieser Art der Selektion in „Weiße“, „Schwarze“, „Hispanics“ und weitere von Rassentrennung. Bestimmte Gefängnisteile sind daher oft von einer bestimmten Gruppe kontrolliert. Ebenso gibt es private religiöse Schulen und Universitäten, die – unter Berufung auf die verfassungsrechtlich garantierte Religionsfreiheit in den Vereinigten Staaten – weiterhin Rassentrennung betreiben, allerdings unter Aberkennung ihrer steuerlich privilegierten Gemeinnützigkeit infolge eines Urteils des Supreme Court von 1983 gegen die Bob Jones University in Greenville (South Carolina) (siehe: Rassentrennung bei der Christlichen Rechten).

### Südafrika
Die Rassentrennungspolitik in Südafrika als systematisch konzipiertes, staatliches Gesellschaftsmodell der „Getrennten Entwicklung“ (Apartheid) bestand zwischen 1948 und 1990, durch staatliche Inkorporation auch auf dem Gebiet von Südwestafrika (Namibia) bis 1989. Darauf ausgerichtete Rechtsanwendungen wurden in der Südafrikanischen Union bereits vor 1948 praktiziert, mit historischen Wurzeln im britischen Kolonialismus und dem Gesellschaftsmodell der Burenrepubliken. Das südafrikanische System der Rassentrennung wurde bis 1994 im Zuge der gesellschaftlichen Transformation schrittweise aufgehoben. Frederik Willem de Klerk als Staatspräsident und Vorsitzender der Nasionale Party sowie Nelson Mandela vom African National Congress erhielten gemeinsam den Friedensnobelpreis für die friedliche Beendigung der Rassentrennung.

### Italien
Alltag und Gesellschaft in Italienisch-Ostafrika waren von Anfang an von einer Rassenhierarchie geprägt. 1936 nach der Annexion Äthiopiens infolge des Abessinienkrieges entdeckte das faschistische System die „Rassenfrage“ und die Rassentrennung wurde mit den Rassengesetzen von 1937 und 1939 sowie dem Mischlingsgesetz von 1940 gesetzlich eingeführt. Ab 1938 folgte eine Reihe von Rassengesetzen und Verordnungen zum Schutz der italienischen Rasse gegen die Juden.

### Deutschland

#### Deutsches Kaiserreich
Ab 1905 erfolgte in den Deutschen Kolonien ein Verbot der „standesamtlichen Eheschließung zwischen Weißen und Eingeborenen“, da immer öfter männliche Auswanderer mit einheimischen Frauen Familien gründeten, was der Politik der gesellschaftlichen und wirtschaftlichen Rassentrennung zuwiderlief. Entsprechende Sexualbeziehungen wurden von der Gesellschaft geächtet, um eine vermeintliche „Verkafferung“ zu unterbinden. 1912 kam es zur Mischehendebatte im deutschen Reichstag. Die Verbote bestanden bis zum Verlust der Kolonien 1918 als deutsches Kolonialrecht und wurden danach von den übernehmenden Kolonialmächten sinngemäß weitergeführt und durch eigene Gesetze zur Rassentrennung ergänzt. Im Rahmen der Dekolonisierung erlangten auch die ehemaligen deutschen Kolonien in den 1960er Jahren ihre Unabhängigkeit von Großbritannien und Frankreich sowie Namibia 1990 von Südafrika und damit die Aufhebung aller Rassengesetze.

#### Nationalsozialismus

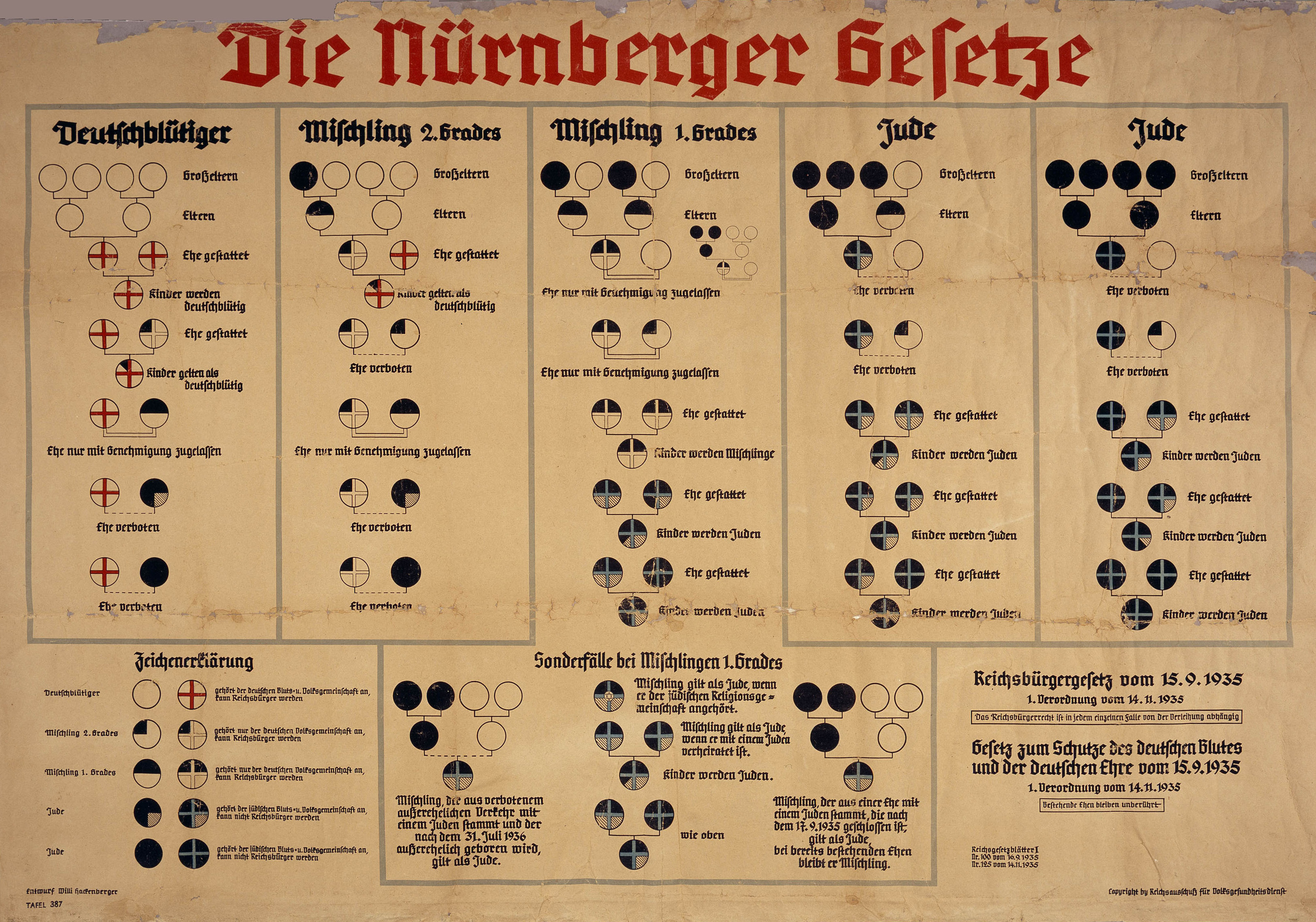
Bildtafel zum Blutschutzgesetz (1935)

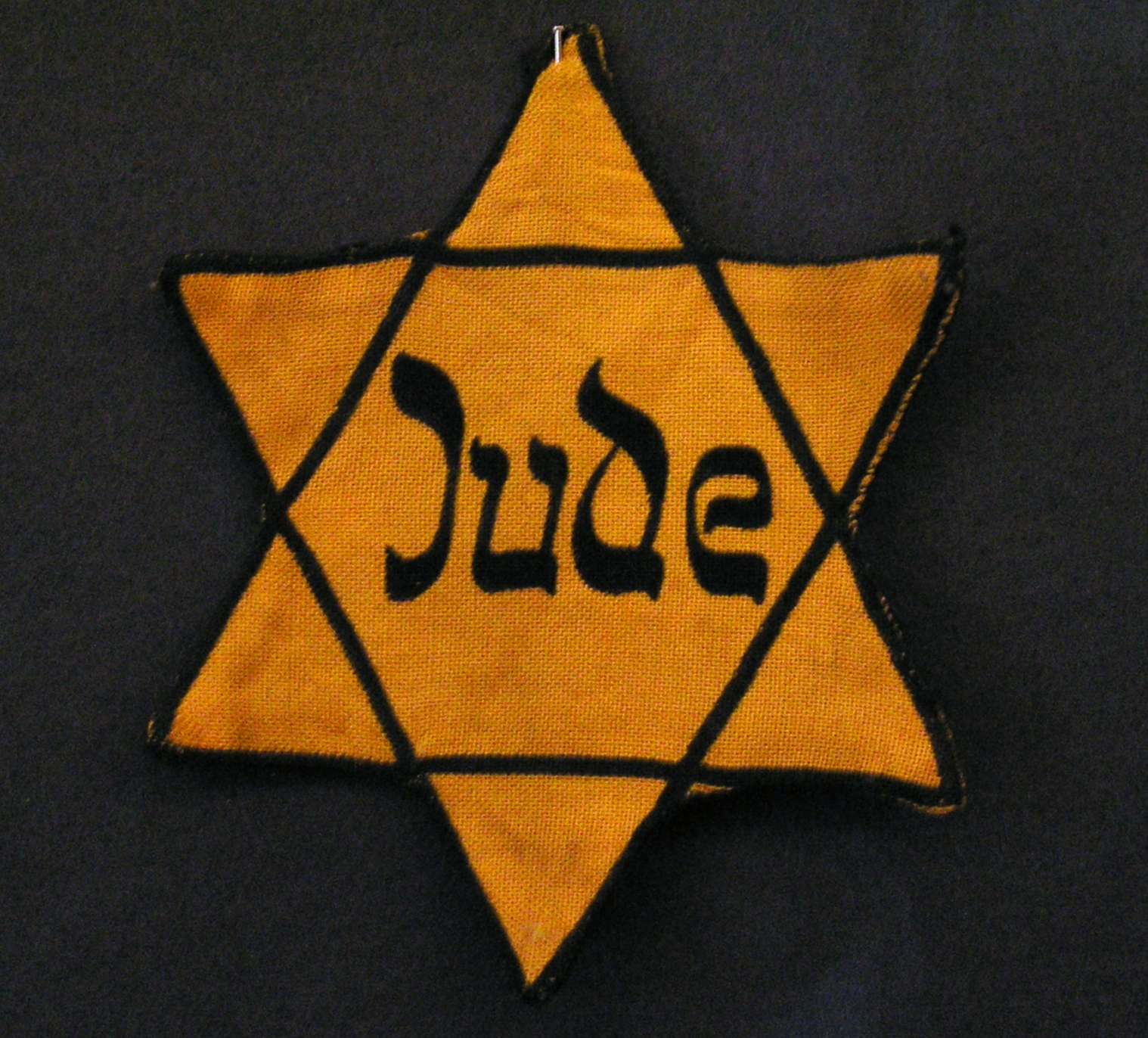
Judenstern zur leichteren Ausgrenzung

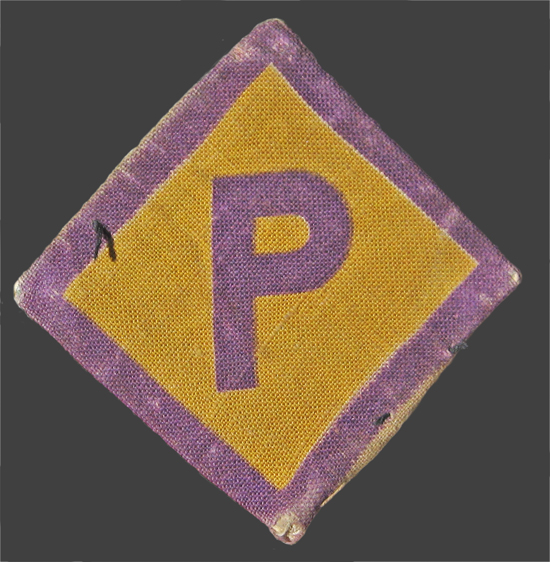
Polenabzeichen für polnische Zwangsarbeiter

1933 trat das Gesetz zur Wiederherstellung des Berufsbeamtentums in Kraft. Es war die Grundlage für die Entfernung von Beamten und Angestellten „nicht-arischer“ Abstammung aus dem öffentlichen Dienst. Künftig durften Minderheiten wie Juden, Slawen, Sinti und Roma nicht mehr in den öffentlichen Dienst. Das Gesetz gegen die Überfüllung deutscher Schulen und Hochschulen beschränkte den Zugang „nicht-arischer“ Schüler und Studenten zu den Bildungseinrichtungen; ab 1939 durften jüdische Schüler überhaupt nicht mehr an öffentliche Schulen.
1935 traten die „Nürnberger Gesetze“ in Kraft. Inhalt war das Blutschutzgesetz, das Eheschließung und sexuelle Kontakte mit Staatsangehörigen „deutschen und artverwandten Blutes“ für Juden und später auf dem Verordnungswege auch für „Zigeuner“, „Neger“ und „Bastarde“ zur „Reinerhaltung des deutschen Blutes“ unter Strafe stellte. Zusätzlich teilte das ebenfalls erlassene Reichsbürgergesetz die deutsche Bevölkerung in Reichsbürger („Staatsangehörige deutschen oder artverwandten Blutes“) einerseits und in ‚einfache‘ Staatsangehörige (Angehörige „rassefremden Volkstums“) andererseits. Damit wurde ein dreistufiges Rechtssystem geschaffen: Reichsbürger, Staatsangehörige und Ausländer mit jeweils geringeren Rechten.
1938 folgte die Verordnung zur Ausschaltung der Juden aus dem deutschen Wirtschaftsleben, mit der die Juden endgültig aus dem Wirtschaftsleben verdrängt wurden. Zuvor hatten schon gewalttätige Übergriffe und der „Judenboykott“ viele kleinere Händler und Gewerbetreibende zur Aufgabe ihres Unternehmens gezwungen. Die „Arisierung“ der Betriebe begünstigte viele „Arier“. Im selben Jahr wurden reichsdeutsche Juden, nachdem ihnen durch Berufsverbote die freiwillige Aufnahmemöglichkeit von Arbeit eingeschränkt worden war, auch außerhalb des Lagersystems zur Zwangsarbeit in abgegrenzten Gruppen eingesetzt. Dadurch sollte der Auswanderungsdruck auf sie erhöht werden. Mit der Namensänderungsverordnung (Zweite Verordnung zur Durchführung des Gesetzes über die Änderung von Familiennamen und Vornamen vom 17. August 1938, RGBl. I, 1044) vom August 1938 wurde Juden vorgeschrieben ab 1939 die zusätzlichen Vornamen Sara oder Israel zu führen. Damit waren Personen, die nach den Rassegesetzen als Juden galten, jederzeit am Vornamen zu erkennen.
Mit dem Gesetz über Mietverhältnisse mit Juden von 1939 wurde der Mieterschutz von Juden aufgehoben; diese wurden in Judenhäusern zusammengepfercht und mussten wegen der wirtschaftlichen Diskriminierung und der engen Wohnverhältnisse oftmals ihren Hausstand zu Billigpreisen an „Arier“ verkaufen. Die schönen Wohnlagen wurden meist zuerst „judenfrei“ gemeldet und auch von Parteifunktionären der NSDAP übernommen.
Ab 1. September 1941 wurde es durch die Polizeiverordnung über die Kennzeichnung der Juden im Reichsgebiet zur Pflicht, den „Judenstern“ zu tragen, wenn man als „Jude“ galt. Zuvor war die Regelung schon 1939 im besetzten Polen in Kraft getreten. Die Träger sollten in der Öffentlichkeit jederzeit als „minderwertig“ erkennbar sein.

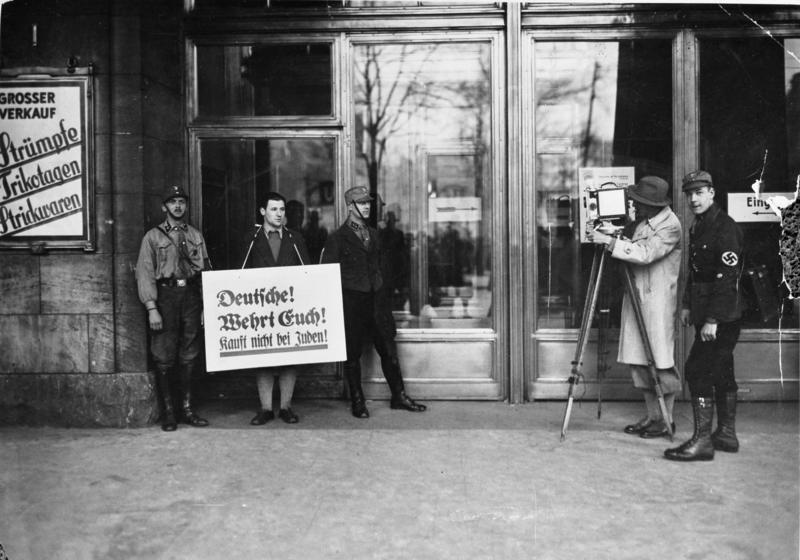
Boykott des jüdischen Kaufhaus „Wertheim“ in Berlin, 1933
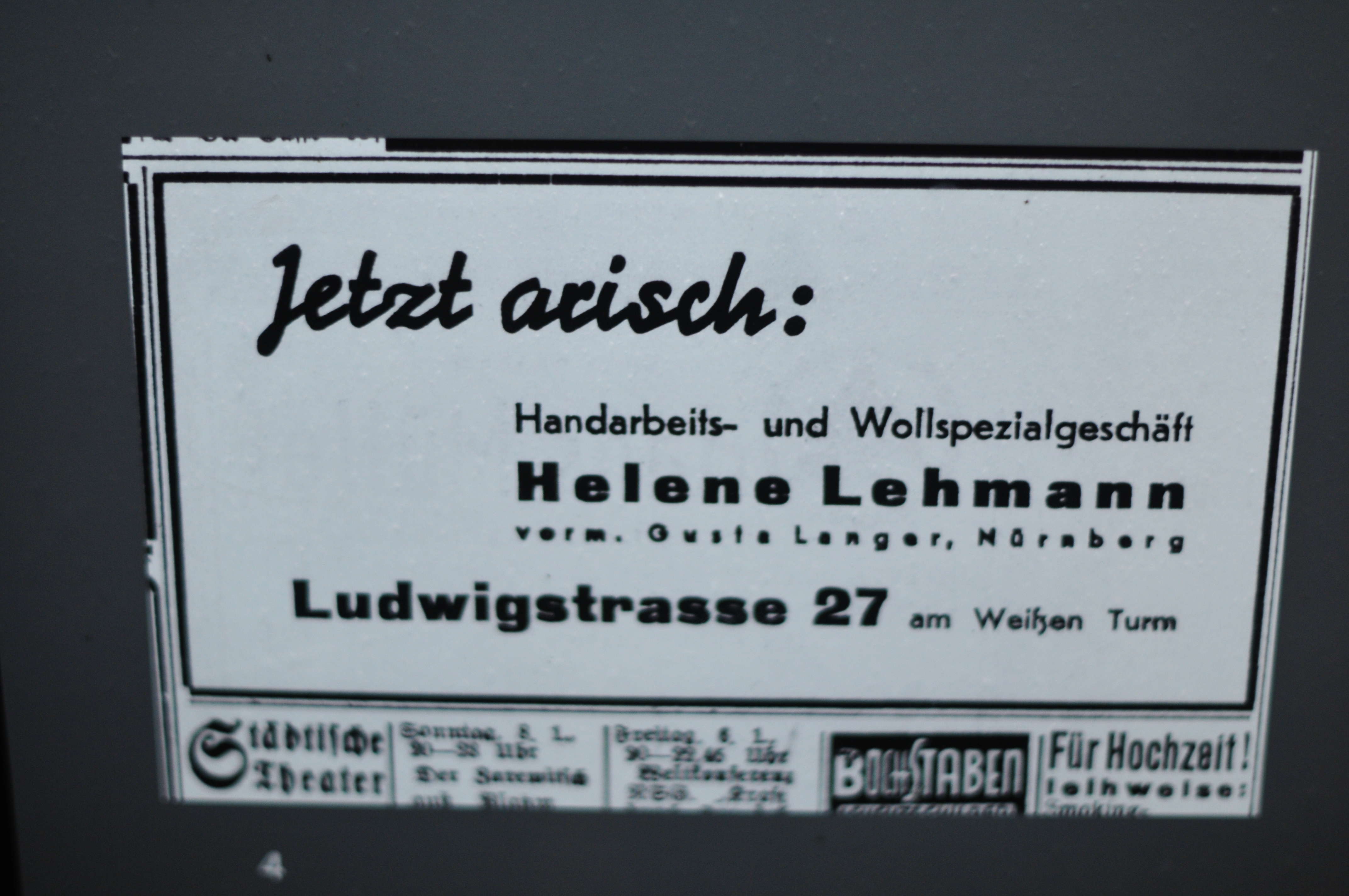
Anzeige: „jetzt arisch“
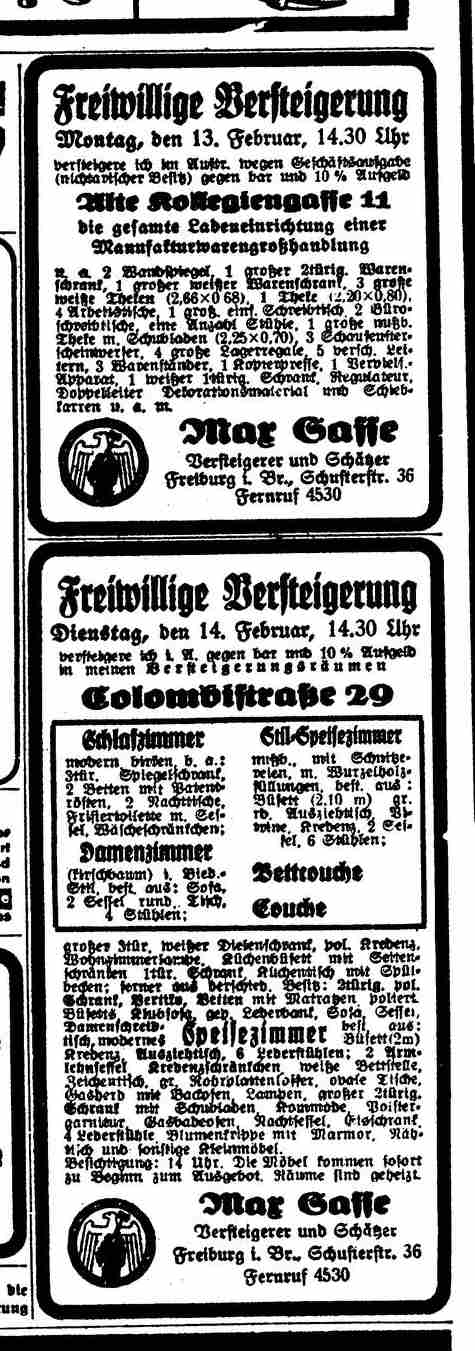
„freiwillige Versteigerung“ wegen Geschäftsaufgabe (nichtarischer Besitz), Freiburger Zeitung 1939
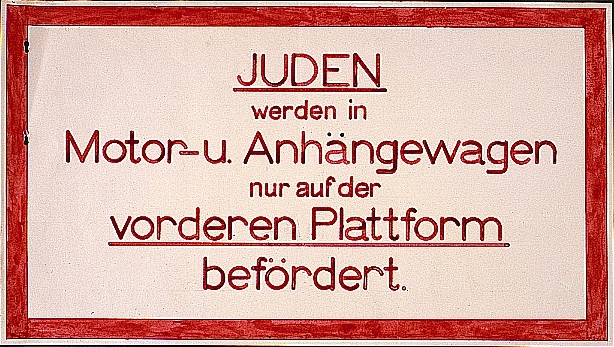
Nachbildung antijüdisches Verbotsschild in Karlsruhe, um 1940
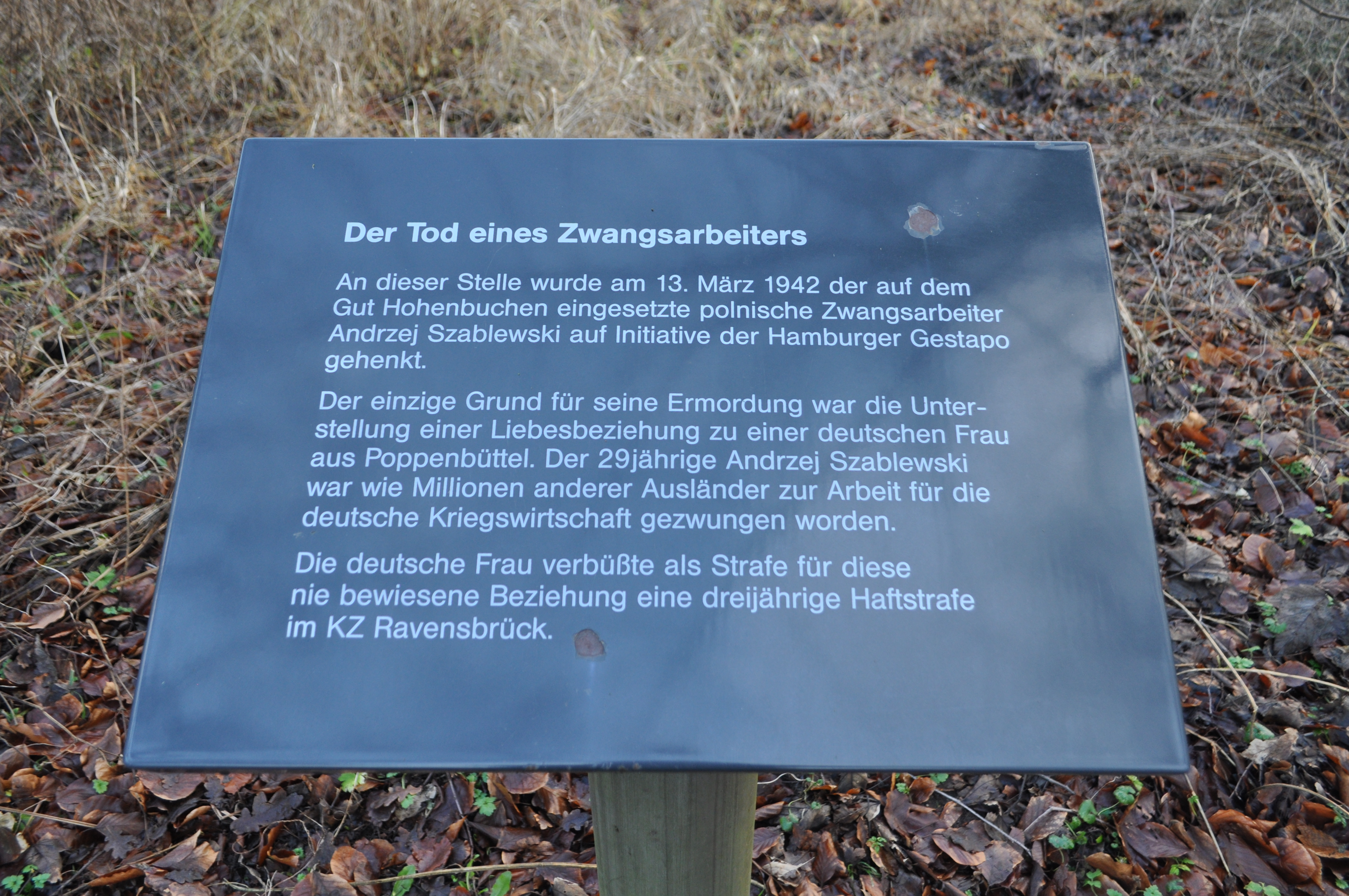
Mahnmal für einen polnischen Zwangsarbeiter in Hamburg-Poppenbüttel

Die slawischen Völker Polens und Russlands galten vielen Deutschen und insbesondere den Nationalsozialisten schon während der Weimarer Republik als „rassisch minderwertig“. Gemäß dem Generalplan Ost sollten sie im Rahmen der Ostexpansion teilweise liquidiert oder als billige Arbeitskräfte für einfache Arbeiten der „arischen Herrenrasse“ dienen. 1940 wurde mit den Polenerlassen (und später mit den noch schärferen Ostarbeitererlassen) ein Sonderrecht geschaffen, das die fremdländischen „Ostarbeiter“ (meist Zwangsarbeiter, die für die Aufrechterhaltung der Kriegsindustrie immer wichtiger wurden) zur Verhinderung der Spionage und der „Rassenschande“ von den Deutschen trennte. Für die polnischen und russischen Ostarbeiter wurden spezielle Kennzeichnungen vorgeschrieben. Es wurden auch spezielle Bordelle für „fremdvölkische Arbeiter“ errichtet, um damit dem sexuellen Kontakt mit „arischen“ Frauen vorzubeugen.
Der Zugang zu Luftschutzbunkern wurde „Ostarbeitern“ und Polen ab 1942 grundsätzlich untersagt. Die Ostarbeiter wurden aus rassischen Gründen deutlich schlechter behandelt und versorgt als die westeuropäischen zwangsverpflichteten „Fremdarbeiter“.
Besetzte Gebiete zur Zeit des Nationalsozialismus

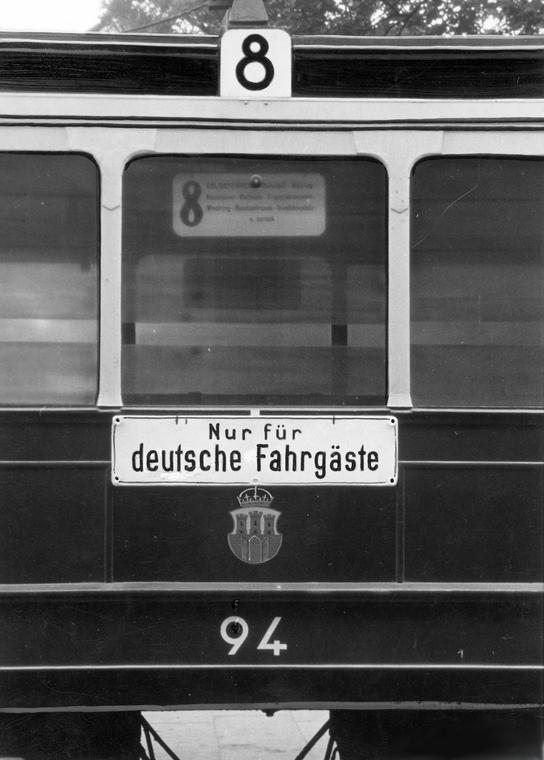
Nur für Deutsche an der Tram Nr. 8 in Krakau (1941)

Durch den rassistischen Hinweis „Nur für Deutsche“ an Eingängen zu Parks, Cafés, Kinos, Theatern und an öffentlichen Verkehrsmitteln waren diese Einrichtungen während des Zweiten Weltkriegs in vielen von Deutschland besetzten Ländern für Deutsche reserviert.
Im deutsch besetzten Polen war die Rassentrennung nahezu vollständig. In Straßenbahnen und Zügen war meist der erste Waggon deutschem Verwaltungs- und Militärpersonal, NSDAP-Mitgliedern und deutschen Zivilisten vorbehalten. Auf geheime Anordnung von Reinhard Heydrich an die Einsatzgruppen der Sicherheitspolizei und des SD wurde nach der Besetzung Polens mit der Ghettoisierung von Juden begonnen. In den Jüdischen Wohnbezirken bzw. Ghettos waren sie leichter zu kontrollieren und wurden als Zwangsarbeiter wirtschaftlich ausgebeutet. Ebenfalls konnte dort ihr Vermögen mit dem Ziel der Arisierung systematisch erfasst werden.
Von polnischen Partisanen wurden ungenießbare Alkoholika und giftige Schwarzbrandprodukte „Nur für Deutsche“ genannt. Der Slogan wurde auch auf Friedhofsmauern gemalt, oder auf Straßenlaternen als Verweis auf das Aufknüpfen daran.